# Ioversol
Ioversol INN) là một hợp chất organoiodine được sử dụng làm thuốc cản quang. Nó có cả hàm lượng iod cao, cũng như một số nhóm ưa nước.